# Стежок для мужа
Стежок для мужа (шов для мужа) — хирургическая процедура, при которой при восстановлении промежности женщины, разорванной или разрезанной во время родов, накладывается на один или несколько швов больше, чем необходимо. Предполагаемая цель — сузить отверстие влагалища и тем самым усилить удовольствие полового партнёра пациентки во время проникающего полового акта.

## Медицинская точка зрения
Хотя восстановление промежности может быть необходимо с медицинской точки зрения, дополнительный шов не является необходимым и может вызывать дискомфорт или боль, а также прочие осложнения (причём половой акт может стать болезненным для обоих партнёров, а узость входа во влагалище вообще не влияет на мужское удовольствие). Использование этого термина в медицинской литературе можно проследить до «Трудов Медицинской ассоциации штата Техас» 1885 года, где врач сообщал о выполнении одной такой операции.
Термин также упоминается в книге «Что хотят знать женщины» (1958) и в книге «Год после родов: как выжить и насладиться первым годом материнства», которую Шейла Китцингер написала в 1994 году.
Некоторые врачи утверждают, что эта процедура — по большей части городская легенда, в то время как другие утверждают, что знают врачей, которые выполняют эту процедуру. Американский колледж акушеров и гинекологов, согласно отчёту Fatherly, не отрицает, что эта процедура имеет место, но утверждает, что она «не является стандартной или распространённой». Другие врачи, такие как Жан Марти, глава Союза гинекологов Франции, утверждают, что идея «стежка для мужа» возникла из-за неудачных эпизиотомий и плохого наложения швов, из-за которых женщины испытывают боль во время полового акта и мочеиспускания.
Однако есть ряд сообщений от женщин, которые утверждают, что подверглись этой процедуре без своего согласия. Было проведено несколько журналистских расследований по поводу реальности существования процедуры «стежка для мужа». В подавляющем большинстве случаев авторы отчётов пришли к выводу, что такая практика действительно существует, что видно из отчётов Челси Ритшель, Кейтлин Рейлли для Yahoo Life, Анам Аламы для Thred, в отчётах французских газет Grazia и Le Monde.
Бельгийские исследователи Жюли Доббелейр, Коенрад Ван Ландуйт и Стэн Дж. Монстрей изучали эту практику и обнаружили доказательства того, что она существовала в Бельгии по крайней мере с 1950-х годов. «Стежок для мужа» также упоминался в 2004 году в исследовании о злоупотреблении эпизиотомией в Сан-Паулу. Аналогичным образом, в Камбодже эта практика была связана с высокой частотой проведения эпизиотомии врачами, верившими, что таким образом делают вагину пациентки и у́же, и лучше.